# اچ‌ام‌اس سنتور (۱۹۱۶)
اچ‌ام‌اس سنتور (۱۹۱۶) (به انگلیسی: HMS Centaur (1916)) یک کشتی بود که طول آن ۴۴۶ فوت (۱۳۶ متر) بود. این کشتی در سال ۱۹۱۶ ساخته شد.